# While Broken Hearts Prevail
Albums de Emery
I'm Only A Man
(2007) ...In Shallow Seas We Sail
(2009)
While Broken Hearts Prevail est un EP du groupe Emery sorti le 28 novembre 2008. Musicalement, le son est plus proche (plus "heavy") du premier album The Weak's End en comparaison du son plus "alternatif" du précédent album I'm Only A Man. La chanson "The Smile, the Face" en est le single.

## Liste des titres
1. The Smile, the Face – 2:45
2. Edge of the World – 3:50
3. Say the Things (You Want) – 3:04
4. Ten Talents – 3:27
5. It Always Depends – 3:40
6. Thoughtlife – 3:47
7. Do the Things (You Want) – 3:53

### Chanson bonus en téléchargement digital
1. Thoughtlife (Alternate Version) – 3:41

## Sources
1. ↑  (en) « Emery Explore While Broken Hearts Prevail », Jesus Freak Hideout, 20 août 2008 (consulté le 7 décembre 2008).